# Новиков, Антон Валерьевич
Антон Валерьевич Новиков (род. 28 октября 2001, Тверь) — российский хоккеист, защитник.

## Биография
Начал играть в хоккей во дворе, где отец заливал каток. В хоккейной школе «Тверские тигры» первым тренером был Зиновий Френкин. В 2010 году перешёл в команду выше уровнем — «Орбиту» (Зеленоград). Затем занимался в московских школах «Динамо» (2012), «Белые медведи» (2012—2014, 2015—2017), «Спартак» Москва (2014—2015), за «Локомотив-2004» Ярославль (2017—2018), «Капитан» Ступино (2018—2019).
Играл в МХЛ за команды «Капитан» (2018/19), МХК «Атлант» Мытищи (2019/20), «Чайка» Нижний Новгород (2020/21 — 2021/22), «Амурские тигры» Хабаровск (2021/22). 11 мая 2022 года перешёл в «Сочи». В сезоне 2022/23 провёл 44 матча в КХЛ. В следующем сезоне сыграл 6 матчей в КХЛ и 33 — за «Ростов» в ВХЛ. 3 июля 2024 года расторг контракт и 11 июля перешёл в магнитогорский «Металлург» и стал играть за клуб ВХЛ «Магнитка».